# 老隆革命烈士陵园
老隆革命烈士陵园，位于中国广东省河源市龙川县老隆镇，为龙川县的一个县级文物保护单位，类型为近现代重要史迹及代表性建筑，公布时间为1962年5月。
老隆革命烈士陵园建于1958年。